# Monte San Salvatore (Svizzera)
Il Monte San Salvatore alto 912 m s.l.m. è un monte della Svizzera nel Canton Ticino nei pressi di Lugano e di Paradiso.

## Storia
Dal 1890 è raggiungibile da Paradiso tramite funicolare costruita da Franz Josef Bucher e Josef Durrer-Gasser.

## Descrizione
La vetta è raggiungibile in circa 1 ora e mezza con un dislivello di 150 m con una lunghezza totale di 250 m tramite la ferrata del Monte San Salvatore. Dalla cima del monte si ha una vista sul lago di Lugano e su tutto il Luganese e il Mendrisiotto. Dal Monte San Salvatore si può effettuare un'escursione di due ore e mezzo dal quartiere di Carona a Morcote.
Sul Monte San Salvatore si trova un ripetitore della RSI che trasmette in digitale terrestre i programmi di RSI LA1, RSI LA2, TSR1 e SF1 ricevibili anche in Italia nelle aree principalmente a ridosso del confine sul canale 24. Fino al 2006 era presente un ripetitore analogico che trasmetteva TSI 1 sul ch. H (ch. 10), ricevibile anche in Italia. In precedenza, fin dal 1943, vi esisteva un importante centro di studi sui fulmini, che venne smantellato nel 1982; al suo posto è stato allestito un museo.

## Galleria d'immagini

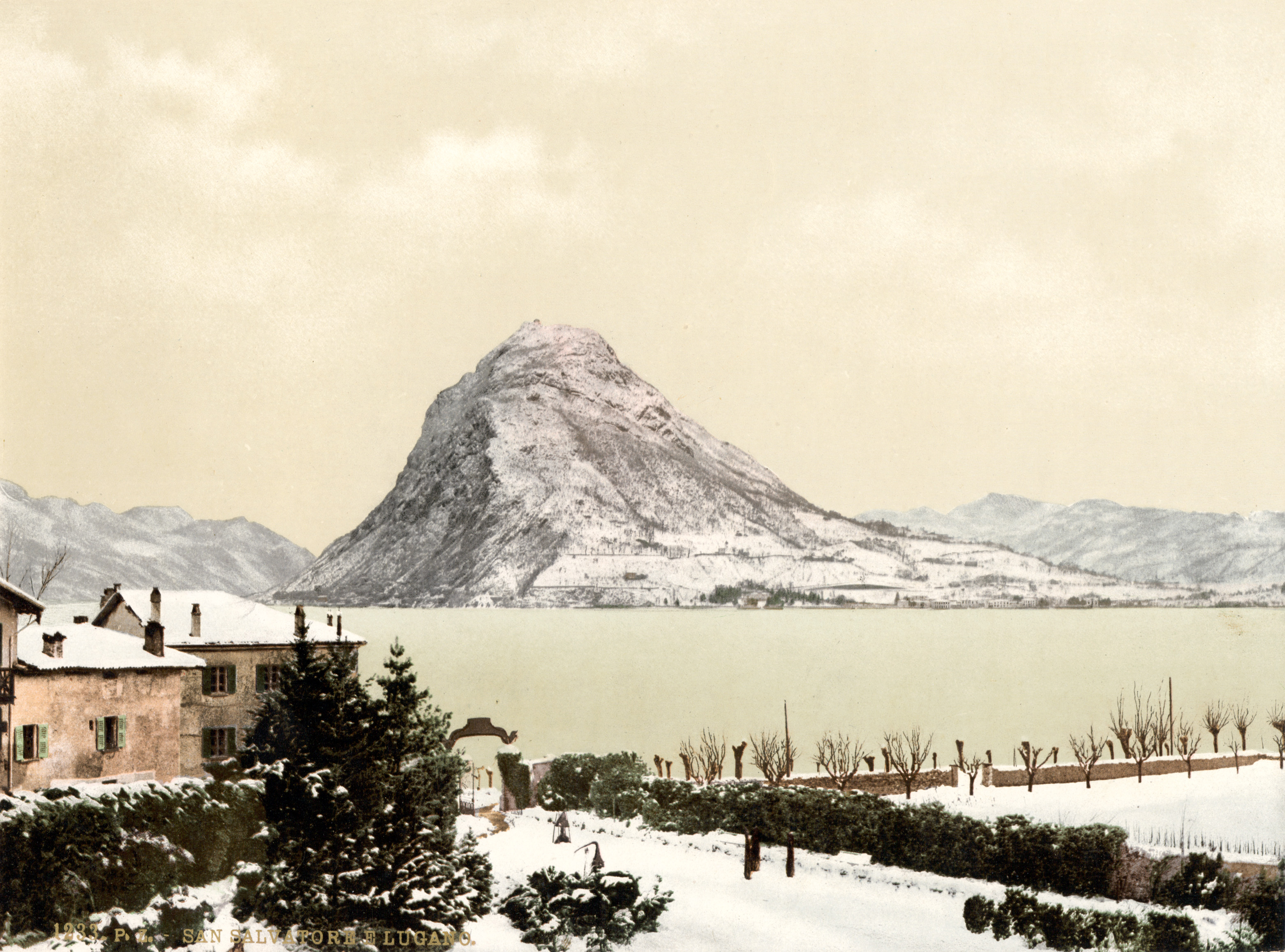
Il Monte San Salvatore nel 1890
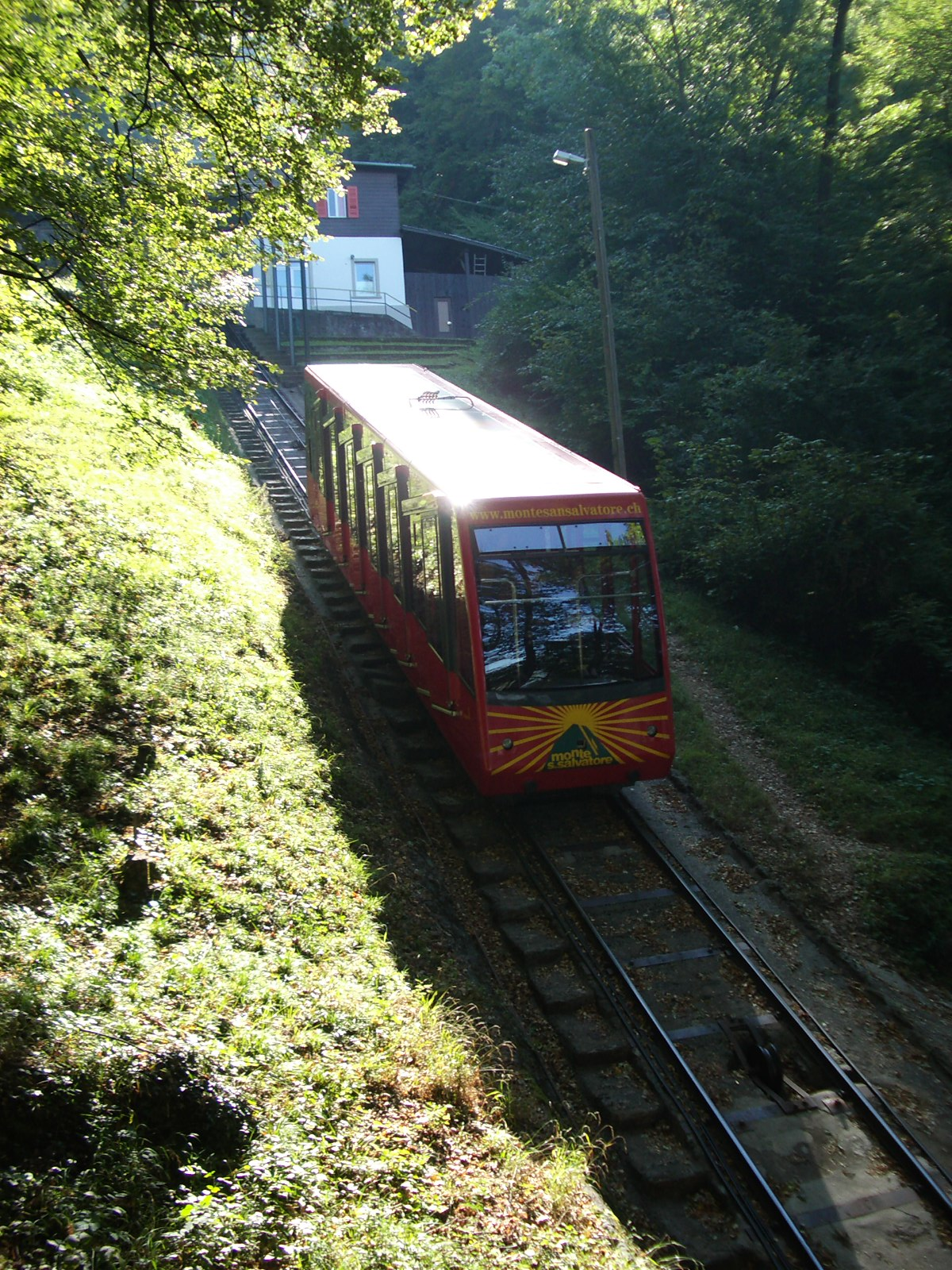
La funicolare
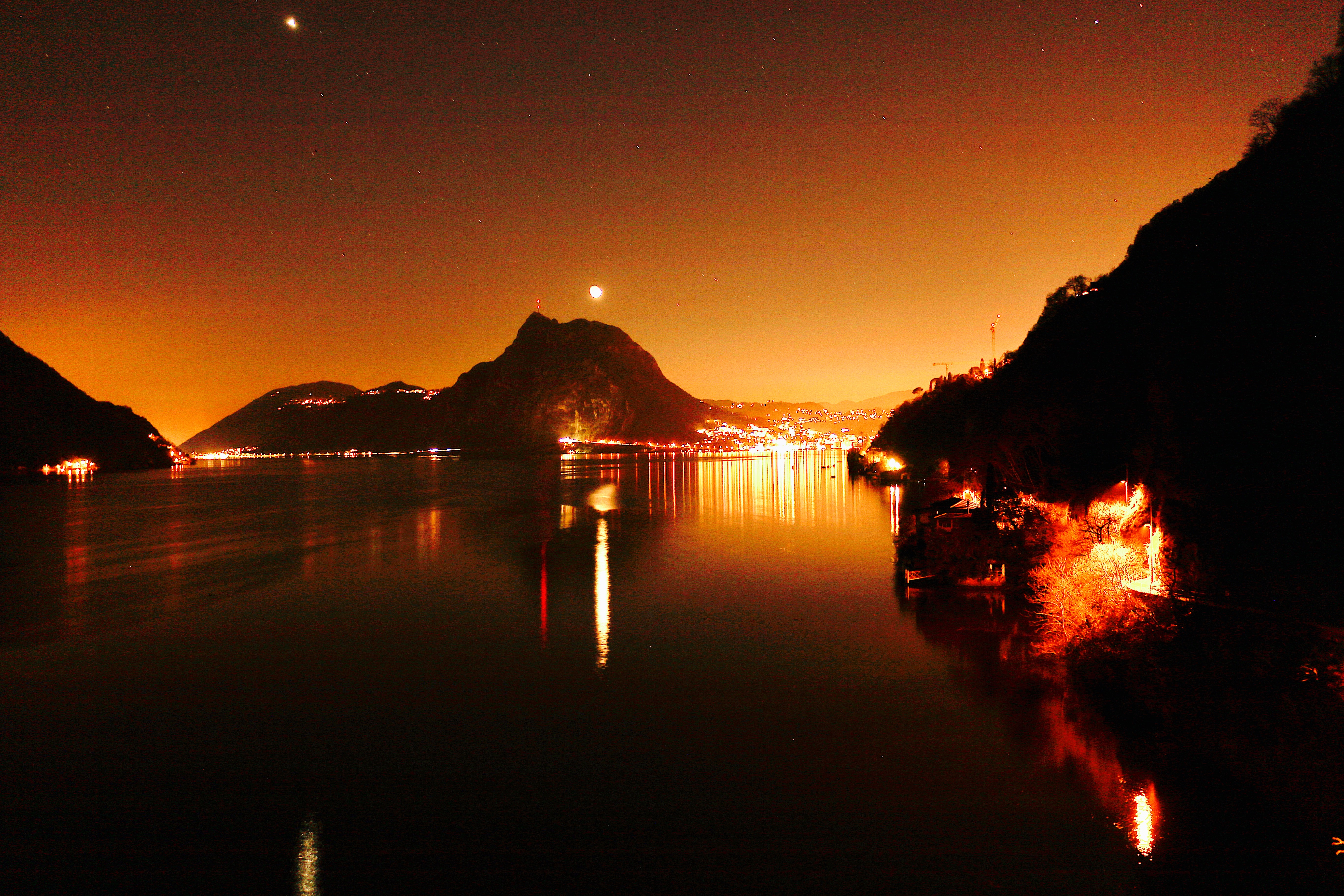
Monte San Salvatore la notte visto da Gandria

## La funicolare
Dalla stazione di Paradiso parte la Funicolare Monte San Salvatore, che passando per Pazzallo raggiunge il ristorante posto sotto la vetta del monte.